# 平良文館
平良文館（たいらのよしふみやかた）、または阿玉台城（あたまだいじょう）は、千葉県香取市阿玉台にあった日本の城。

## 概要
平良文館は、旧小見川南小学校の南西の台地上に位置し、阿玉台城とも呼ばれている。近くには、国指定史跡の阿玉台貝塚・良文貝塚がある。
『東荘誌』によれば、平良文が相模国村岡（神奈川県藤沢市村岡東）から大友城に移り、さらに阿玉台に館をつくったので、ここが平良文館になったとある。地元の住民も古くから平良文館と呼んでいたというが、確証はない。
1975年に、旧小見川町の教育委員会の調査団によって発掘調査が行われ、その結果が発掘調査報告書にまとめられた。それによると、平良文の館跡として断定はできないが、可能性はあるとしている。発掘された遺構・遺物を見ると、平安時代の住居跡からは貯蔵穴が検出され、中世遺物が多数発見されている。さらに、鎌倉時代から中世末にかけて用いられたと思われる陶片・古銭・炭化米などによって、中世までこの館が使用されていたことが裏付けられた。

## アクセス
- JR成田線　笹川駅　徒歩70分